# Uintacyon
Uintacyon es un género extinto de mamífero Miacidae que vivió durante el Paleoceno superior  hasta el Eoceno medio en América del Norte hace entre 55,8 y 40,4 millones de años aproximadamente. Contiene solo una especie, Xinyuictis tenuis.
Hay al menos dos especies en el género; Uintacyon Rudis y Uintacyon gingerichi, este último descubierto recientemente.